# Henry Gladwin
Henry Gladwin (1729 ou 1730 – 22 juin 1791) était le commandant britannique de Fort Detroit lors de la révolte et du siège mené par le chef Pontiac.

## Biographie
Pontiac avait prévu de prendre le fort, cependant Gladwin eut vent de ces plans. Lorsque Pontiac arriva à Fort Detroit, les Anglais étaient prêts. Pontiac dut donc se résoudre à reculer et à faire le siège du fort.
Une théorie quelque peu romantique raconte que Gladwin avait été prévenu de l'attaque par une indienne amoureuse de lui.
Le Major Gladwin a donné son nom à la ville de Gladwin et au comté de Gladwin, dans le Michigan, États-Unis.